# Gerundeter halboffener Zentralvokal
Lautliche und orthographische Realisierung des gerundeten halboffenen Zentralvokals in verschiedenen Sprachen:
- irisch tomhail (konsumiert!) [tɞːʎ]

Hörbeispiel: ▶ⓘ
Umschreibung für Deutschsprachige: ein Mittelding zwischen dem offenen ö [œ] in können und dem offenen o [ɔ] in konnte.